# Вафд
Хізб аль-Вафд (араб. حزب الوفد) — найбільша у 1918—1953 роках політична партія Єгипту ліберально-націоналістичного спрямування, що керувала національно-визвольним рухом. Підтримувала еволюцію королівства до конституційної монархії. Розпущена після Липневої революції 1952 року.

## Історія

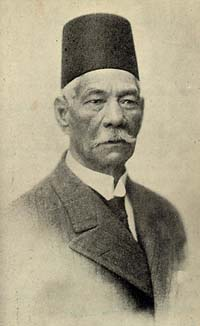
Саад Заглул (Сайфула), засновник Вафд

Заснована Саадом Заглулом (Сайфулою) у листопаді 1918 року, первинно була комітетом із 7 осіб. 1924 року була реорганізована у масову політичну парламентську партію. З 1927 року її очолював Мустафа Наххас-паша.
Головною метою партії було перетворення Єгипту на незалежну державу, але часом йшла на перемовини з Великою Британією та стримувала революційну активність у країні. Перебувала у владі у 1924, 1928, 1930, 1936—1937, 1942—1944 та 1950—1952 роках. У жовтні 1951 року вафдистський парламент ухвалив закон про денонсацію англо-єгипетського договору 1936 року та конвенції 1899 року про Судан. У той же час проявила нерішучість в організації відсічі британській агресії наприкінці 1951 — початку 1952 року й пішла на перемовини зі США, що остаточно підірвало авторитет партії в народі.
У січні 1953 року була розпущена урядом генерала Наґіба. Її наступником стала створена 1983 року Нова партія Вафд.